# Jörgen Andersson
Jörgen Andersson (ur. 22 sierpnia 1946 w Halmstad) – szwedzki polityk, samorządowiec i związkowiec, działacz Szwedzkiej Socjaldemokratycznej Partii Robotniczej, w latach 1994–1998 minister.

## Życiorys
Od połowy lat 60. pracował jako robotnik budowlany. Działał w związku zawodowym Byggnads, kierował jego lokalnymi strukturami. Wstąpił do Szwedzkiej Socjaldemokratycznej Partii Robotniczej. Od 1970 działał w samorządzie gminy Halmstad, w latach 1982–1988 i 1991–1994 stał na czele jej władz wykonawczych. Był też prezesem przedsiębiorstwa energetycznego Vattenfall i członkiem zarządu działającej w tym sektorze kompanii Sydkraft.
W 1994 dołączył do rządu Ingvara Carlssona jako minister bez teki w resorcie przemysłu, gdzie odpowiadał za sprawy mieszkalnictwa. W 1996 w tym samym gabinecie krótko pełnił funkcję ministra przemysłu. Następnie w tymże roku został ministrem spraw wewnętrznych w gabinecie Görana Perssona, kierował tym resortem do 1998. W latach 1998–1999 sprawował mandat posła do Riksdagu. Od 2000 do 2001 stał na czele Elsäkerhetsverket, rządowej agencji odpowiadającej za bezpieczeństwo energii elektrycznej. W późniejszych latach zajmował kierownicze stanowiska w różnych przedsiębiorstwach.